# غورو يوشيمورا
غورو يوشيمورا هو سياسي ياباني، ولد في 13 فبراير 1926 في ناغاوكا في اليابان، وتوفي في 2007.